# Adolphus Karibi-Whyte
Adolphus Karibi-Whyte (29 januari 1932) is een Nigeriaans rechtsgeleerde. Hij begon zijn loopbaan als onderzoekswetenschapper in Engeland en maakte daarna een carrière als rechter in eigen land waarbij hij uiteindelijk werd benoemd tot opperrechter. Zijn laatste functie onderbrak hij vijf jaar door zijn aanstelling als rechter van het Joegoslavië-tribunaal. Tegenwoordig (2013) is hij nog werkzaam als conrector van de Universiteit van Rivers.

## Levensloop
Karibi-Whyte studeerde van 1946 tot 1950 aan het National College Buguma in Rivers en werkte als griffier van 1951 tot 1957. Vervolgens werd hij toegelaten tot de Universiteit van Hull en verwierf hier in 1960 de titel van Bachelor of Laws. Een jaar later werd hij opgenomen in de advocatenkamer van Middle Temple en weer een jaar later, in september 1962, slaagde hij als Master of Laws aan de Universiteit van Londen.
Aansluitend werkte hij van 1962 tot 1965 als onderzoekswetenschapper aan de Law School of Oriental and African Studies dat deel uitmaakt van de Universiteit van Londen en doceerde hij vervolgens tot 1970 rechten aan de Universiteit van Lagos. Aan deze universiteit promoveerde hij in 1971 tot doctor, waartoe hij in 1964 ook al tevergeefs een poging had ondernomen onder de supervisie toen van hoogleraar Allot van de Universiteit van Londen.
Nadat hij verschillende jaren had gewerkt in overheidsdienst, werd hij in 1976 benoemd tot rechter van het Nigeriaanse federale gerechtshof (toen Federal Revenue Court, nu Federal High Court). In 1980 werd hij rechter van het Hof van Beroep en diende hij ondertussen als voorzitter van de commissie voor de hervorming en het samenbrengen van strafrechtelijke wetten en procedures in Nigeria. Vervolgens was hij vanaf 1984 rechter van het hooggerechtshof.
In 1993 werd Karibi-Whyte benoemd tot rechter van het Joegoslavië-tribunaal in Den Haag. Hier diende hij tot eind 1998 en keerde vervolgens terug naar het hooggerechtshof van Nigeria. Hier stopte hij in 2002 toen hij zeventig jaar oud werd. Achttien maanden later volgde niettemin zijn benoeming tot voorzitter van de adviescommissie van de regering van de gouverneur van Rivers, Peter Odili. Deze functie oefende hij uit tot 2007. Vervolgens benoemde Rotimi Amaechi hem tot conrector (pro-chancelor) van de Rivers State University of Science and Technology. In deze functie is hij tegenwoordig (2013) nog werkzaam.